# Kentucky Army National Guard
La Kentucky Army National Guard è una componente della Riserva militare della Kentucky National Guard, inquadrata sotto la U.S. National Guard. Il suo quartier generale è situato presso la città di Frankfort.

## Organizzazione
Attualmente, al 1 Gennaio 2024, sono attivi i seguenti reparti :

### Joint Forces Headquarters
- JFHQ, Army Element
- Medical Detachment
- Recruiting & Retention Battalion
- 1988th Contingency Contracting Team - Louisville
- 1809th JAG Team - Louisville
- 41st Civil Support Team (WMD) - Louisville

### 38th Infantry Division DIVARTY
- Headquarters & Headquarters Company - Louisville

### 149th Maneuver Enhancement Brigade
- Headquarters & Headquarters Company - Louisville
- 149th Signal Network Company - Louisville
- 198th Military Police Battalion
  - Headquarters & Headquarters Detachment - Louisville
  -  223rd Military Police Company - Louisville
  -  438th Military Police Company (-) (Guard) - Murray
    - Detachment 1 - Benton

  -  617th Military Police Company (-) - Richmond
    - Detachment 1 - Danville

  -  940th Military Police Company - Walton
- 201st Engineer Battalion
  -  Headquarters & Headquarters Company - Ashland
  -  Forward Support Company  - Ashland
  -  130th Engineer Company (Support) (-) - Madisonville
    - Detachment 1 - Greenville

  -  149th Engineer Company (-) (Vertical Construction) - Cynthiana
    - Detachment 1 - Olive Hill

  -  207th Engineer Company (-) (Horizontal Construction) - Hazard
    - Detachment 1 - Jackson

  -  577th Engineer Company (Sapper) - Prestonsburg
  - 118th Engineer Platoon (Equipment Support) - Walton
  - 613th Engineer Facilities Detachment - Springfield
- 206th Engineer Battalion
  -  Headquarters & Headquarters Company - Owensboro
  -  Forward Support Company - Owensboro
  -  1123rd Engineer Company (Sapper) - Leitchfield
  -  2061st Engineer Company (-) (Multirole Bridge) - Burlington
    - Detachment 1 - Elizabethtown

  - 761st Engineer Detachment (Fire-Fighting) - Greenville
    - 176th Engineer Team (Fire-Fighting) - Greenville
    - 177th Engineer Team (Fire-Fighting) - Greenville
    - 178th Engineer Team (Fire-Fighting) - Greenville
- 103rd Chemical Battalion - Sotto il controllo operativo della 31st Chemical Brigade, Alabama Army National Guard
  - Headquarters & Headquarters Detachment - Burlington
  -  299th Chemical Company - Burlington
  -  301st Chemical Company - Morehead

### 63rd Theater Aviation Brigade
- Headquarters & Headquarters Company - Frankfort
- Aviation Support Facility #1 Boone National Guard Center, Capital City Airport, Frankfort
- 2nd Battalion, 641st Aviation Regiment (Fixed Wings) - Oregon Army National Guard
- 2nd Battalion, 245th Aviation Regiment (Fixed Wings) - Oklahoma Army National Guard
- 2nd Battalion, 135th Aviation Regiment (General Support) - Colorado Army National Guard
- Company B, 2nd Battalion, 147th Aviation Regiment (Assault Helicopter) - Frankfort - Equipaggiato con 10 UH-60M 
  - Detachment 1, HHC, 2nd Battalion, 147th Aviation Regiment (Assault Helicopter)
  - Detachment 1, Company D (AVUM), 2nd Battalion, 147th Aviation Regiment (Assault Helicopter)
  - Detachment 1, Company E (Forward Support), 2nd Battalion, 147th Aviation Regiment (Assault Helicopter)
- Detachment 1, Company C (-) (MEDEVAC), 2nd Battalion, 238th Aviation Regiment - Frankfort - Equipaggiato con 4 HH-60L 
  - Detachment 3, HHC, 2nd Battalion, 238th Aviation Regiment
  - Detachment 4, Company D (AVUM), 2nd Battalion, 238th Aviation Regiment
  - Detachment 4, Company E (Forward Support), 2nd Battalion, 238th Aviation Regiment
- Company C (-), 1st Battalion, 376th Aviation Regiment - Frankfort - Equipaggiata con 4 UH-72A
- Detachment 4, Company C, 2nd Battalion, 245th Aviation Regiment (Fixed Wings) - Equipaggiato con 1 C-12U
- Detachment 11, Operational Support Airlift Command
- Company B (-) (AVIM), 351st Aviation Support Battalion - Frankfort

### 75th Troop Command
- Headquarters & Headquarters Company - Louisville
- 1163rd Area Support Medical Company - Shelbyville
- 20th Military Intelligence Company, 20th Special Forces Group - Louisville
- Detachment 1, 175th Cyber Protection Team - Louisville
- 101st Airborne Division Main Command Post - Operational Detachment - Louisville
- 1734th FFP - Richmond
- 202nd Army Band
- 133rd Mobile Public Affairs Detachment - Frankfort
- 1792nd Combat Sustainment Support Battalion
  -  Headquarters & Headquarters Company - Bowling Green
  -  2112th Transportation Company (Medium Truck, Cargo) - Burlington
  -  2113th Transportation Company (Medium Truck, Cargo) - Paducah
  -  2123rd Transportation Company (Medium Truck, PLS) - Richmond
  -  307th Support Maintenance Company - Central City
- 1st Battalion, 149th Infantry Regiment - Sotto il controllo operativo della 116th Infantry Brigade Combat Team, Virginia Army National Guard
  -  Headquarters & Headquarters Company (-) - Barbourville
    - Detachment 1- Somerset

  -  Company A (-) - Middlesboro
    - Detachment 1- Harlan

  -  Company B (-) - Hopkinsville
    - Detachment 1- Brandenburg

  -  Company C - Ravenna
  -  Company D (Weapons) - Springfield
  -  Company I (Forward Support), 429th Brigade Support Battalion - London

### 138th Field Artillery Brigade
- Headquarters & Headquarters Company - Lexington
- 138th Signal Network Company - Lexington
- 103rd Brigade Support Battalion
  -  Headquarters & Service Company - Harrodsburg
- 1st Battalion, 623rd Field Artillery Regiment (HIMARS)
  -  Headquarters & Headquarters Battery -Glasgow
  -  Battery A - Tompkinsville
  -  Battery B - Monticello
  -  203rd Forward Support Company - Campbellsville
- 2nd Battalion, 138th Field Artillery Regiment (PALADIN)
  -  Headquarters & Headquarters Battery - Lexington
  -  Battery A - Carrollton
  -  Battery B - Carlisle
  -  Battery C - Bardstown
  -  2138th Forward Support Company - Louisville
- 2nd Battalion, 150th Field Artillery Regiment (M-777A2) - Indiana Army National Guard
- 3rd Battalion, 116th Field Artillery Regiment (HIMARS) - Florida Army National Guard

### 238th Regiment, Regional Training Institute
- Headquarters & Headquarters Company - Greenville
- 1st Battalion (Field Artillery)
- 2nd Battalion